# Festa da Palabra Silenciada
Festa da Palabra Silenciada é uma revista anual de carácter político-cultural produzida desde maio de 1983 em Vigo pela Feministas Independentes Galegas (FIGA) e dirigida por María Xosé Queizán.
Ainda que os seus conteúdos se tenham alargando desde o começo da revista, os mais significativos são o reflexo do pensamento feminista em muito diversos aspectos da realidade e a crítica, centrada na autoria feminina, de textos literários galegos.

## Contexto
Os duros anos de repressão e de silenciamento durante a etapa final do franquismo atingiam muito especialmente as mulheres. Durante a transição estalou uma nova actividade política e cultural que deu grande impulso ao associativismo feminista.
Neste marco social apareceu a Associação Galega da Mulher (1976), a Associação Democrática da Mulher Galega (1977) ou Feministas Independentes Galegas (1978), agrupamentos que se centraram na reivindicação da memória colectiva silenciada durante a ditadura. Com as leis e instituições emanadas do novo regime parlamentar, pela primeira vez desde a Segunda República Espanhola as mulheres reiniciam o caminho da conquista dos seus direitos.